# Jean Lauga
Pour les articles homonymes, voir Lauga.
Pas d'image ? Cliquez ici

a Compétitions nationales et continentales officielles uniquement.

Jean Lauga, né le 6 octobre 1919 à Vielleségure et mort le 14 juillet 2006 à Toulouse, est un joueur français de rugby à XV qui évolue principalement au poste de Troisième ligne aile dans les années 1940.
Son frère Pierre Lauga a également évolué à la Section paloise.
Jean Lauga était directeur commercial de profession.

## Biographie
Jean Lauga est champion de France de rugby en 1946 avec la Section paloise, composant la troisième ligne de la Section auprès de André Rousse et Paul Theux.
Jean Lauga évolue ensuite à l'US Orthez avant d'en devenir entraîneur.

## Palmarès de joueur

### En club
Avec la Section paloise
- Challenge Yves du Manoir :
  - Vainqueur (1) : 1939
- Championnat de France de première division :
  - Champion (1) : 1946
- Coupe de France :
  - Finaliste (1) : 1946